# 菲利普-安托万·梅兰·德·杜艾

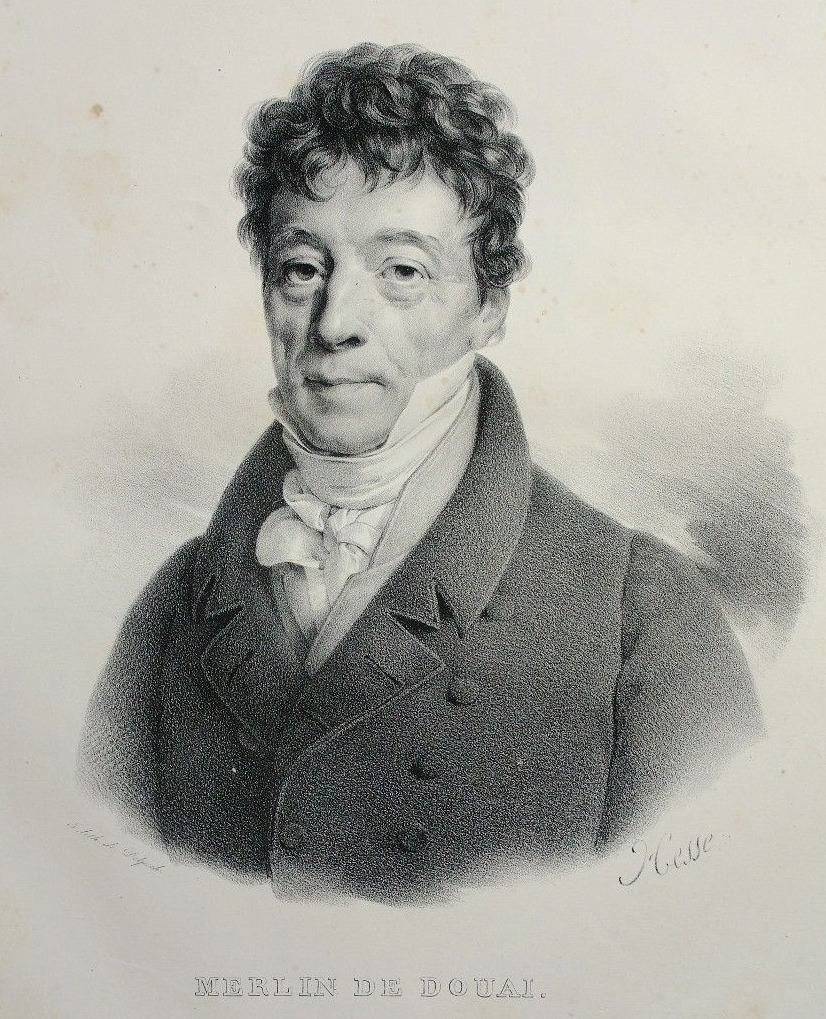
菲利普-安托万·梅兰·德·杜艾

菲利普-安托万·梅兰·德·杜艾（法語：Philippe-Antoine Merlin de Douai，法語發音：[filip ɑ̃twan mɛʁlɛ̃ də dwɛ]，1754年10月30日—1838年12月26日）是一名法国政治家和律师，他生活在法国大革命时期。

## 生平

### 早年
梅兰·德·杜艾出生于法国北部省阿尔勒，在1775年被派遣到律师协会。他在“Repertoire de jurisprudence”处协作，